# Taimi (app)
Taimi（teɪmi）是一个社交和约会软件，它可满足所有 LGBTQI+ 人群的需求。该网络根据互联网用户的选择偏好和位置进行匹配。 Taimi可在 iOS 和 安卓上运行。
该移动应用程序具有免费的和基于订阅的高级版本。Taimi最初是针对 男同性恋者  的在线约会的应用程序，但是该公司过去曾多次宣布计划推出 LGBTQI+兼容 版本。
Taimi可以在14个国家/地区使用，包括美国、澳大利亚 新加坡 和巴西。

## 历史
Taimi是由Social Impact Inc. 于2017年在拉斯维加斯推出的。根据几份出版物的报道，包括Taimi的创始人Alex Pasykov在内的一群开发人员想出了约会应用“ Tame Me”的名称，此名称逐渐演变为Taimi。
尽管Taimi是在美国成立的，但该应用程序在其他地方也开始变得越来越流行，尤其是在欧洲联盟。2018年10月31日，Taimi宣布在英国推出该产品。
在2019年7月20日，Taimi在荷兰，西班牙和中南美洲  和南美洲讲西班牙语的国家/地区推出了产品，随后在荷兰推出了产品。

## 社会责任
Taimi的创始人和团队表达了与全球由国家发起的恐同症作斗争的愿望。据Alex Pasykov表示，Taimi计划与一些非政府组织合作，以对抗由国家发起的恐同症。
一些研究提到，Taimi是LGBTQI +用户最安全的约会应用程序之一。最近，Taimi与UNAIDS和LGBT基金会合作，对LGBTI进行了开创性的调查。
该公司一直是多个Pride游行的合作伙伴，包括Los Angeles Pride、New York City Pride、Las Vegas Pride。 Taimi还与Trevor项目合作，以支持LGBTQI +权利。

## 运作

### 功能
数家媒体纷纷加入潮流，并将Taimi命名为最安全的男同性恋约会应用程序。Taimi的安全功能包括精心挑选的用户个人主页，经过验证的标签和双重身份验证。
该应用程序还向用户提供Facebook个人资料集成和Snapchat帐户。 Taimi还为所有人提供了摘要，以及视频通话和故事。

### 付费订阅
Taimi XL是Taimi的付费版本。一些用户声称收费过高而引起争议。 付费版本允许用户隐藏其身份、发送无限制的聊天请求和反悔 。

## 反應
付费订阅是应用程序的关键问题之一。 许多用户呼吁降低或完全消除Taimi XL的费用。然而Taimi拒绝删除该功能，并声明该应用的基本版本是免费的。总体而言，大众对该应用程序的回响是正面的。但是，大多数评论者选择将重点放在约会方面，而不是社交网络部分。

## 争议
在2018年，该应用程序得到LGBTQI +活动家的负面回应，乃因此前多家媒体 发表并分享了一篇有关筛选项的文章 ，该筛选项使Taimi用户可以根据HIV状况互相屏蔽。Taimi迅速删除了该筛选项，该选项不再被提供。
Taimi在社交媒体上也遇到了争议，有些人抱怨其咄咄逼人的推销广告策略。

## 延伸阅读
- 想象对集体性环境的干预，Flowers，P.和Frankis，J.Arch Sex Behav（2019）48：35。 想像一下针对集体性环境的干预措施SpringerLink
- 与男性发生性关系的男性中的智能手机电池电量和性决策，Lopes，A.，Skoda，K.＆Pedersen，CL性与文化（2019）。